# 岐阜県立長良特別支援学校
岐阜県立長良特別支援学校（ぎふけんりつながらとくべつしえんがっこう）は、岐阜県岐阜市にある病弱者のための特別支援学校。

## 学校概要
- 創立 1978年（昭和53年）
- 学部
  - 小学部
  - 中学部
  - 高等部
- 校訓
  - 仲良く 明るく たくましく
- 教育目的
  - 児童生徒一人一人の病気や障害にそくした個別の支援を通して、豊かな心とたくましく「生きる力」をはぐくみ、進んで社会参加・自立する人間を育成する。

## 沿革
- 1970年 岐阜市立長良小学校特殊学級・岐阜市立長良中学校特殊学級を国立長良病院内に設置。
- 1978年 特殊学級が岐阜県に移管され、岐阜県立長良養護学校として設立。
- 1982年 高等部を設置する。
- 1995年 高等部重複障害学級を設置する。
- 2007年 学校名を「岐阜県立長良養護学校」から「岐阜県立長良特別支援学校」に変更
- 2007年 校歌を改称する。

## 所在地
- 所在地 岐阜市長良1237-1
  - 金華山の北約3kmに位置し、百々ヶ峰の山麓にある。
  - 国立病院機構長良医療センター（旧国立長良川病院）の近隣地にある。

## アクセス
- 岐阜バス 「長良医療センター口」より徒歩7分
- 岐阜バス 「長良医療センター」より徒歩1分
- JR岐阜駅より自動車で約20分